# OTRAS
OTRAS (acrònim en castellà d'Organización de TRAbajadoras Sexuales) és un sindicat espanyol del sector del treball sexual, els estatuts del qual van ser validats el juny de 2021 per decisió del Tribunal Suprem. La primera secretària general del sindicat, Conxa Borrell, afirmava el 2019 que el sindicat representava més de 600 dones.

## Ideologia i organigrama
Es declara com un col·lectiu «abolicionista de totes les formes d'explotació», i «prodrets»: reclama els drets «legítims» des del seu «lloc com a treballadores en l'estructura d'aquesta societat de mercat», i donen suport a «una intervenció en la superestructura (simbòlica) que de-construeixi l'organització social i domèstica heteronormativa, binària i androcèntrica, per introduir i normalitzar les múltiples diversitats sexuals i afectives».
Declaren com a valors propis l'⁣horitzontalitat, la transparència, l'⁣antiracisme, el respecte pels drets humans i l'aprenentatge i la formació constants, advocant per una educació universal per afavorir i empoderar els subjectes vulnerables a les injustícies.
El sindicat OTRAS es defineix com a dividit en diverses seccions d'actuació: la del treball sexual de carrer, la del treball sexual en línia/telefònic, la del treball sexual independent, la del treball sexual a tercers, la del treball sexual indoor, la del treball sexual outdoor, i la del treball sexual audiovisual.

## Reivindicacions
El sindicat OTRAS entén el treball sexual com un intercanvi consentit de serveis sexuals entre persones adultes, adscrites a tots els gèneres (dones, homes i no binàries), les quals han de tenir els mateixos drets laborals legítims que els treballadors de qualsevol altre sector (incloent-hi aquells drets derivats de les particularitats del treball sexual), i per als quals és necessari reconèixer el dret contractual envers els seus clients, i envers els seus ocupadors, si n'hi hagués. Partint d'aquesta definició de treball sexual, les reclamacions principals són les següents:
- Conscienciació social sobre l'⁣estigma que travessa les vides de les treballadores sexuals; és a dir, conèixer-ne la implicació com a «mandat social d'aïllament» en tots els àmbits relatius al desenvolupament personal: habitatge, cultura, treball, maternitats, estudis i processos burocràtics diversos.
- Responsabilitat política amb el col·lectiu de treballadors sexuals: és a dir, entre altres coses, rigorositat, ètica i tractament correcte de les dades a l'hora d'abordar campanyes de conscienciació sobre el tràfic amb finalitats d'explotació sexual.
- Descriminalització del treball sexual en totes les formes, sobre la base de lleis que advoquin pels seus drets laborals i humans.
- Reconeixement dels subjectes com a professionals del sector laboral del sexe i de les sexualitats, amb capacitat d'agència.
- Dotació d'eines per ser legitimades com a subjectes polítics.[7]

## Història

### Primers anys i polèmiques inicials
El sindicat OTRAS va ser fundat l'agost de 2018, sent publicat el seu registre oficial el 4 d'agost d'aquell mateix any al BOE. Ha estat definit com el primer sindicat (que no col·lectiu) de treballadores sexuals de la història d'⁣Espanya, títol disputat amb la secció de treball sexual de la Intersindical Alternativa de Catalunya que fou creada el juliol del mateix any.
El 30 d'agost del 2018 va esclatar a la premsa un escàndol arran de la difusió de la creació del sindicat, davant la polèmica que un govern interí del PSOE declaradament abolicionista subscrivís l'aprovació d'un sindicat de treball sexual. La ministra de treball interina, Magdalena Valerio, que s'havia assabentat el dia anterior de la tramitació del registre del sindicat al BOE, va declarar que li havien ficat un «gol per l'escaire» i que el govern «lluitarà perquè [el registre] sigui nul». La llavors presidenta de la Junta d'Andalusia, Susana Díaz, va pressionar el president del govern, Pedro Sánchez, per l'autorització del registre del sindicat, adduint que el registre de l'organització en qüestió era «una manera descarada d'encobrir el tràfic de persones i l'explotació de les dones». Sánchez va respondre reafirmant-se en la postura del seu partit, i declarant que el seu govern «no donarà suport a cap organització on es reculli aquesta activitat il·lícita», afegint a més que el registre va ser un acte administratiu que no contenia errors de forma, però sí de fons». Uns dies més tard, a principis de setembre, Concepción Pascual, la directora general de treball que havia tramitat l'admissió del sindicat al BOE, va dimitir, aclarint fonts del govern que aquesta dimissió va ser «voluntària».
El sindicat va ser immediatament denunciat davant els tribunals per associacions feministes abolicionistes de la prostitució, com L'Escola, demanant la nul·litat de la inscripció. Per al novembre del 2018, alguns col·lectius abolicionistes van arribar a llançar un manifest en què s'exigia la immediata il·legalització del sindicat. Aquest manifest seria contestat per un altre, en què més de 1200 personalitats feministes (incloent-hi Isabel Coixet o Elena Poniatowska entre d'altres) demanaven la no impugnació dels seus estatuts.
Finalment, el 21 de novembre del 2018, l'⁣Audiència Nacional va prendre la decisió de decretar la nul·litat dels estatuts del sindicat, sense dissoldre'l, argumentant que la prostitució no podia ser considerada legalment a Espanya com un treball a tercers. La secretaria del sindicat va recórrer contra la decisió judicial davant el Tribunal Suprem, i es va plantejar la creació de nous estatuts. Després de la decisió judicial, el sindicat va dur a terme el seu primer congrés constituent aquell mateix mes, dirigint els seus contextos principals d'acció i establint una estructura organitzacional bàsica, tot i tenir els seus propis estatuts pendents de judici.
L'any 2019, el sindicat va participar en les manifestacions del 8 de març, provocant tensions amb col·lectius abolicionistes. OTRAS també havia de ser present en unes xerrades sobre treball sexual que es durien a terme a la Universitat de la Corunya el setembre de 2019. La Universitat va suspendre, però, aquestes xerrades en primera instància, davant de l'onada de crítiques rebudes per part de col·lectius abolicionistes de la prostitució. Finalment, davant la polèmica suscitada pel que es va percebre com l'intent de censurar un debat en l'àmbit acadèmic (incloent-hi un manifest signat per intel·lectuals espanyols en defensa al dret a la llibertat d'expressió a la universitat), vint universitats espanyoles van acabar acollint col·loquis sobre treball sexual, amb la intervenció de membres i càrrecs d'OTRAS en alguns dels debats organitzats.
L'any 2020, per altra banda, OTRAS va tornar a participar en la manifestació del 8 de març, havent-hi en aquesta ocasió menys controvèrsia que l'any anterior respecte a la prostitució. En el marc d'Espanya a la pandèmia de la Covid-19, el sindicat va fer una campanya en línia per recol·lectar diners a favor de les prostitutes més desafavorides pel context de la crisi, mentre que des de la seva secció de Múrcia es va llançar un decàleg de recomanacions i consells contra el coronavirus per a treballadores sexuals. Com a resultat van arribar a recaptar menjar i fins a 3500 euros, els quals van usar per donar allotjament i repartir-los entre prostitutes desemparades.

### Legalització dels seus estatuts pel Tribunal Suprem

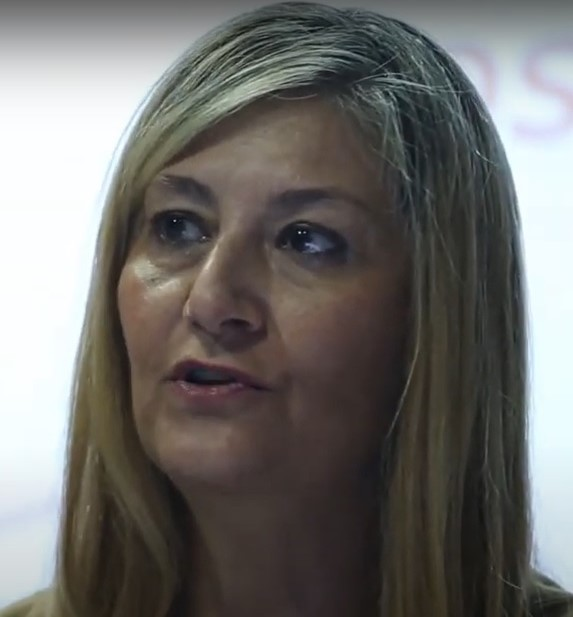
Conxa Borrell durant la presentació del Sindicat OTRAS el 24 de setembre de 2018.

L'1 de juny de 2021, el Tribunal Suprem va dictar sentència respecte al recurs d'OTRAS davant de la sentència de l'Audiència Nacional de novembre de 2018. Aquesta sentència anul·lava la impugnació dels estatuts del sindicat per aquesta Audiència, basant-se en el supòsit de la llibertat sindical de què gaudirien les prostitutes per compte propi. L'alt tribunal adduí que aquesta decisió no implicava, en tot cas, reconèixer la legalitat de la prostitució a Espanya, ni el vincle empresarial entre propietaris de locals de contactes i prostitutes que hi treballen, abstenint-se en aquesta sentència de pronunciar-s'hi.
Cinc dies després de la legalització dels estatuts, l'aleshores presidenta del sindicat, Conxa Borrell, va expressar la intenció de reunir-se amb la patronal d'empresaris de contactes espanyols (ANELA), i amb Yolanda Díaz 8 (vicepresidenta tercera del Govern) i Irene Montero (ministra d'Igualtat). Amb aquestes dues polítiques el sindicat voldria tractar la seva situació de desemparament legal i presentar unes propostes d'una llei que descriminalitzés la prostitució a Espanya sense criminalitzar els clients, seguint un model legal semblant al de Nova Zelanda.

### Actualitat
L'abril del 2023, Conxa Borrell va dimitir del seu càrrec com a presidenta d'OTRAS per presentar-se a les eleccions municipals de Barcelona a les llistes electorals del partit Ciutadans. Després d'un congrés extraordinari en què el sindicat va reestructurar la seva jerarquia de comandaments, el 9 de juliol, Linda Porn Davis en va ser nomenada secretària general.

## Casos judicials laboralistes
El febrer de 2019, el Tribunal Superior de Justícia de Madrid va determinar en una sentència l'existència d'una relació laboral entre l'amo d'un club de contactes i Evelyn Rochel, treballadora sexual originària de Colòmbia afiliada al Sindicat OTRAS, sent la primera vegada que ocorria això en la història recent de l'Estat espanyol. Aquesta sentència va implicar l'inici d'una inspecció de treball al prostíbul madrileny Flower's, definit com «un dels majors bordells de Madrid». Aquesta sentència va ser recorreguda posteriorment pel suposat club de contactes. El 9 de març de 2021 el Tribunal Suprem va sentenciar a favor de Rochel, confirmant l'endeutament del club Flower's a la treballadora de tots els salaris per la venda de begudes alcohòliques impagats des de 2001. La sentència ferma de l'alt tribunal obria la porta que Rochel reclamés al club, a més, les cotitzacions no percebudes a la Seguretat Social al llarg de tot aquest temps.